# Diplacina merope
Diplacina merope är en trollsländeart som beskrevs av Maurits Anne Lieftinck 1963. Diplacina merope ingår i släktet Diplacina och familjen segeltrollsländor. Inga underarter finns listade i Catalogue of Life.